# Zeritis fallax
Zeritis fallax är en fjärilsart som beskrevs av Sharpe 1890. Zeritis fallax ingår i släktet Zeritis och familjen juvelvingar. Inga underarter finns listade i Catalogue of Life.